# O poço que ri
O poço que ri : conferência sobre Rafael Bordalo Pinheiro e o seu tempo da autoria de Joaquim Leitão, foi publicada  em 1936 pela Câmara Municipal de Lisboa pertencendo  à coleção de "Publicações dos Anais das Bibliotecas, Museus, e Arquivo Histórico Municipais" (nº 12)  